# Mýto (Rokycany)
Mýto (Duits: Maut of Maut in Böhmen) is een Tsjechische stad in de regio Pilsen, en maakt deel uit van het district Rokycany.
Mýto telt 1495 inwoners (2008).
De eerste vermelding van Mýto stamt uit het jaar 1296. In die tijd liep de belangrijke handelsroute tussen Praag en Beieren via de stad. Tegenwoordig is dit nog steeds zo, nu de snelweg Europese weg 50 (D5) van Praag naar Neurenberg en de spoorlijn 170 van Praag naar Cheb door de stad lopen. Station Mýto is het spoorwegstation van de stad.
Bezděkov ·
Břasy ·
Březina ·
Bujesily ·
Bušovice ·
Cekov ·
Čilá ·
Dobřív ·
Drahoňův Újezd ·
Ejpovice ·
Hlohovice ·
Holoubkov ·
Hrádek ·
Hradiště ·
Hůrky ·
Cheznovice ·
Chlum ·
Chomle ·
Kakejcov ·
Kamenec ·
Kamenný Újezd ·
Kařez ·
Kařízek ·
Klabava ·
Kladruby ·
Kornatice ·
Lhota pod Radčem ·
Lhotka u Radnic ·
Liblín ·
Líšná ·
Litohlavy ·
Medový Újezd ·
Mešno ·
Mirošov ·
Mlečice ·
Mýto ·
Němčovice ·
Nevid ·
Osek ·
Ostrovec-Lhotka ·
Plískov ·
Podmokly ·
Příkosice ·
Přívětice ·
Radnice ·
Raková ·
Rokycany ·
Sebečice ·
Sirá ·
Skomelno ·
Skořice ·
Smědčice ·
Strašice ·
Svojkovice ·
Štítov ·
Těně ·
Terešov ·
Těškov ·
Trokavec ·
Týček ·
Újezd u Svatého Kříže ·
Vejvanov ·
Veselá ·
Vísky ·
Volduchy ·
Všenice ·
Zbiroh ·
Zvíkovec